# Zope Object Database
Zope Object Database （ZODB、ぞーぷ・おぶじぇくと・でーたべーす）とは、Pythonによるオブジェクトデータベースである。ウェブアプリケーションサーバであるZopeの中核技術として開発された。Zope の一部であるが、Zope と独立して利用できる。

## 特徴
ZODB では、Python のオブジェクトを永続化して保存する。トランザクション、アンドゥ可能な履歴機能をサポートする。